# Лухвич, Александр Анатольевич
Александр Анатольевич Лухвич (бел. Аляксандр Анатольевіч Лухвіч; 21 февраля 1970, Минск, Белорусская ССР, СССР) — советский и белорусский футболист, защитник; белорусский футбольный тренер.

## Карьера игрока
Футболом начал заниматься в школе минского «Торпедо», первый тренер — Николай Иванович Блашко. Воспитанник СДЮШОР «Смена» (тренер О. Базарнов). Большая часть футбольной карьеры связана с двумя клубами — минское «Динамо» и московское «Торпедо».
В 1987—1997 гг. — игрок минского «Динамо», с которым становился шестикратным чемпионом Беларуси.
Летом 1997 перешёл в «КАМАЗ-Чаллы».
В сезоне 1998 выступал за «Уралан».
В 1999—2004 гг. — игрок московского «Торпедо». Бронзовый призёр сезона 2000 года. Защищал цвета клуба в Кубке УЕФА. Был капитаном команды.
В 2005 вернулся в «Динамо», с которым по окончании сезона завоевал серебряные медали.
Завершил карьеру в футбольном клубе «Дарида».

## В сборной
За национальную сборную Беларуси сыграл 31 матч.
Дебют: 31 июля 1996 года под руководством Сергея Боровского в товарищеском матче со сборной Литвы.
Последняя игра: 10 сентября 2003 года под руководством Анатолия Байдачного против Молдовы в отборочном турнире к ЧЕ 2004.

## Достижения
- Шестикратный чемпион Беларуси: 1992, 1993, 1994, 1994/95, 1995, 1997
- Серебряный призёр чемпионата Беларуси: 1996, 2005
- Бронзовый призёр чемпионата России: 2000

## Карьера тренера
В апреле 2007 стал ассистентом Александра Хацкевича, назначенного играющим тренером «Динамо» после отставки Петра Качуро.
В конце сезона Александр Хацкевич покинул минское «Динамо», а Лухвич остался в тренерском штабе и отвечал за подготовку молодёжи.
Перед сезоном 2011 года назначен главным тренером «Динамо-2», фарм-клуба минского «Динамо», выступающем во второй лиге.
13 мая 2011 стал ассистентом Сергея Овчинникова, назначенного главным тренером «Динамо».
С марта по декабрь 2012 был главным тренером футбольного клуба «Берёза-2010» из одноимённого города в Брестской области, выступающего в первой лиге.
С 2015 года в течение двух сезонов возглавлял молодёжный (дублирующий) состава футбольного клуба «Минск».
С февраля 2017 года работает ассистентом Людаса Румбутиса в молодёжной сборной Беларуси.
В декабре 2017 года назначен главным тренером основной команды ФК «Минск».

## Личная жизнь
В 1990-х, будучи игроком «Динамо» окончил Академию МВД Республики Беларусь, факультет: правовых отношений.
Женат, жену зовут Виктория, дети Михаил и Илья. Илья — футболист.